# Agrínion
Agrínion o Agrínio (grec: Αγρίνιο; en grec antic i en katharévussa: Ἀγρίνιον) és la ciutat més gran de la Unitat perifèrica d'Etòlia-Acarnània, amb una població de 96.321 habitants. Encara que és el centre econòmic de la unitat perifèrica, la capital és Mesolongi.
Els inicis de la ciutat es remunten almenys fins a l'època de la Grècia clàssica, a despit que la ciutat antiga era a tres quilòmetres al nord-oest de la ciutat actual. De fet, l'actual Agrínion va sorgir cap al segle xv amb el nom de Vrakhori (grec: Βραχώρι), nom que retengué fins a 1836, quan l'estat grec imposà el nom de l'antiga ciutat d'Agrínion. Les excavacions arqueològiques hi han desenterrat murs i restes d'edificis.
La major part de la població va estar treballant per a la indústria tabaquera per un llarg període, de les darreres dècades del segle xix fins a finals del xx. Es van fundar grans empreses tabaqueres com Papastratos, Panagopoulos i Papapetrou. A més, la ciutat és coneguda també per les seves famoses olives.

## Història

### Antiguitat
Segons la mitologia, la ciutat va ser construïda pel rei Agri, fill de Portàon La ciutat era prop del riu Aqueloos, a la frontera natural entre Etòlia i Acarnània, i per això va ser motiu de disputa entre tots dos estats. En el 314 aC, la ciutat era aliada amb els acarnanis, que al seu torn eren aliats de Cassandre de Macedònia contra els etolis, que donaven suport al seu rival Antígon. Poc després, quan se'n va anar Cassandre, Agrínion va ser assetjada pels etolis i va haver de capitular i la seva població fou massacrada. Agrínion és esmentada també per Polibi com una de les ciutats el territori de les quals va travessar Filip V de Macedònia mentre devastava Etòlia.
En determinat moment de la història, Agrínion fou abandonada.

### Època otomana
Durant el domini otomà a Etòlia aparegué una nova població vora les ruïnes d'Agrínion que portava el nom de Vrakhori. Durant aquest període, grecs i turcs convisqueren a la localitat. El 1585, la ciutat va quedar deserta durant la revolta encapçalada per Theodoros Migas. A començament del segle xviii es va convertir en capital d'Etòlia (aleshores part del sandjak de Karleli). Vrakhori es va unir a la revolució grega i va ser alliberada temporalment l'11 de juny de 1821. L'agost de l'any següent, mentre les tropes del paixá Reşaneu Mehmed marxaven contra Vrakhori, els ciutadans van decidir cremar i evacuar la ciutat com a part d'una estratègia. La ciutat deserta va ser capturada pels turcs. La població es va incloure dins dels límits del nou estat grec el 9 de juliol de 1832 amb el Tractat de Constantinoble. Això va comportar a més la volta al seu nom antic, Agrínion.

### Època contemporània
Els anys següents a l'alliberament, Agrínion va experimentar un important creixement i desenvolupament, especialment a la fi del segle xix i principis del xx. Després de la Guerra Greco-Turca i la Catàstrofe d'Àsia Menor, molts refugiats procedents d'Àsia Menor van arribar a la ciutat i es van assentar en el districte d'Agios Konstantinos. A més, va haver-hi un important flux d'immigrants a Agrínion procedents de la resta d'Etòlia, així com d' Euritània i de l'Epir.
Durant la entreguerra, les infraestructures de la ciutat van millorar. Exemples d'això són els paviments dels carrers, i la instal·lació de flux elèctric, així com una cisterna instal·lada el 1930. A més, es va començar a excavar la ciutat antiga de Agrinium. Després de la Segona Guerra Mundial i la Guerra Civil Grega, la prosperitat i el creixement van tornar a Agrínion. Aquest creixement es va veure potenciat per la construcció de dues preses hidroelèctriques a Kremasta i Kastraki, al nord de la ciutat. Actualment, la indústria tabaquera i les olives d'Agrínion són les principals fonts d'ingrés per als habitants.

#### Aeroport Nacional d'Agrínion
L'Aeroport Nacional d'Agrínion està situat prop de la ciutat, en Dokimi. El seu codi IATA és AGQ i l'ICAO, LGAG.

## Municipi

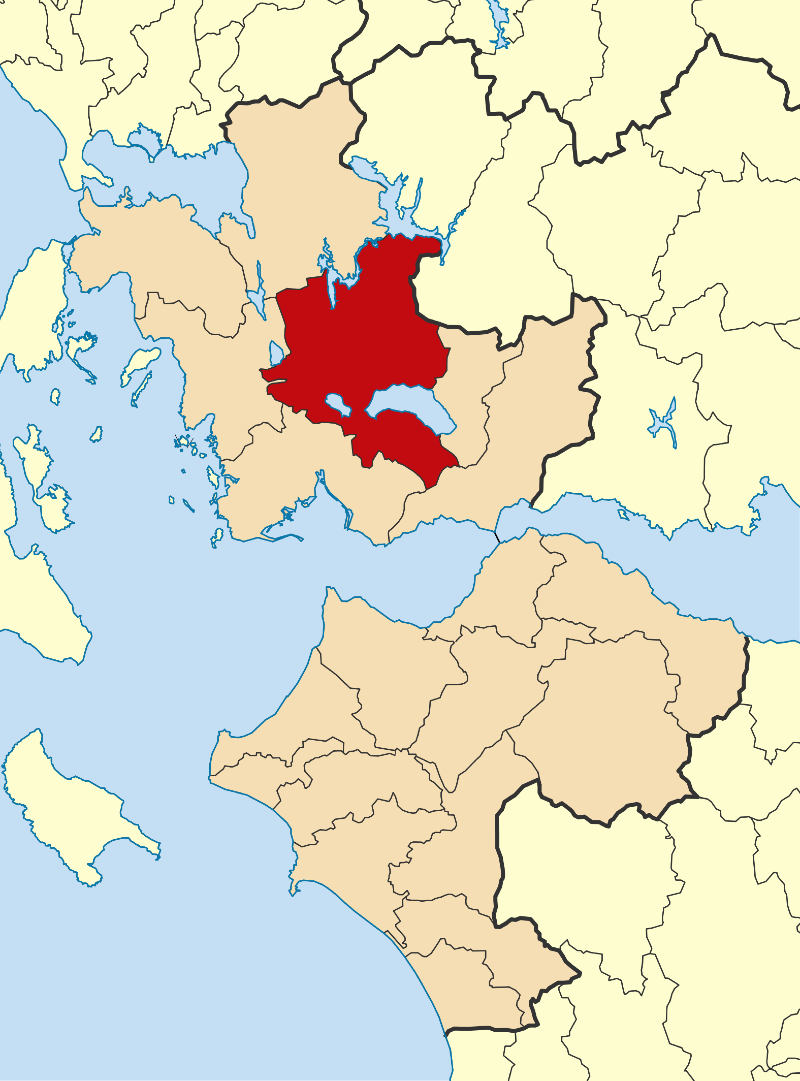
El municipi d'Agrinion és un dels municipis més grans de Grècia.

El municipi d'Agrínion es va formar el 2011 amb el Pla Calícrates amb la unificació dels 10 següents municipis, que van passar a ser unitats municipalitats:

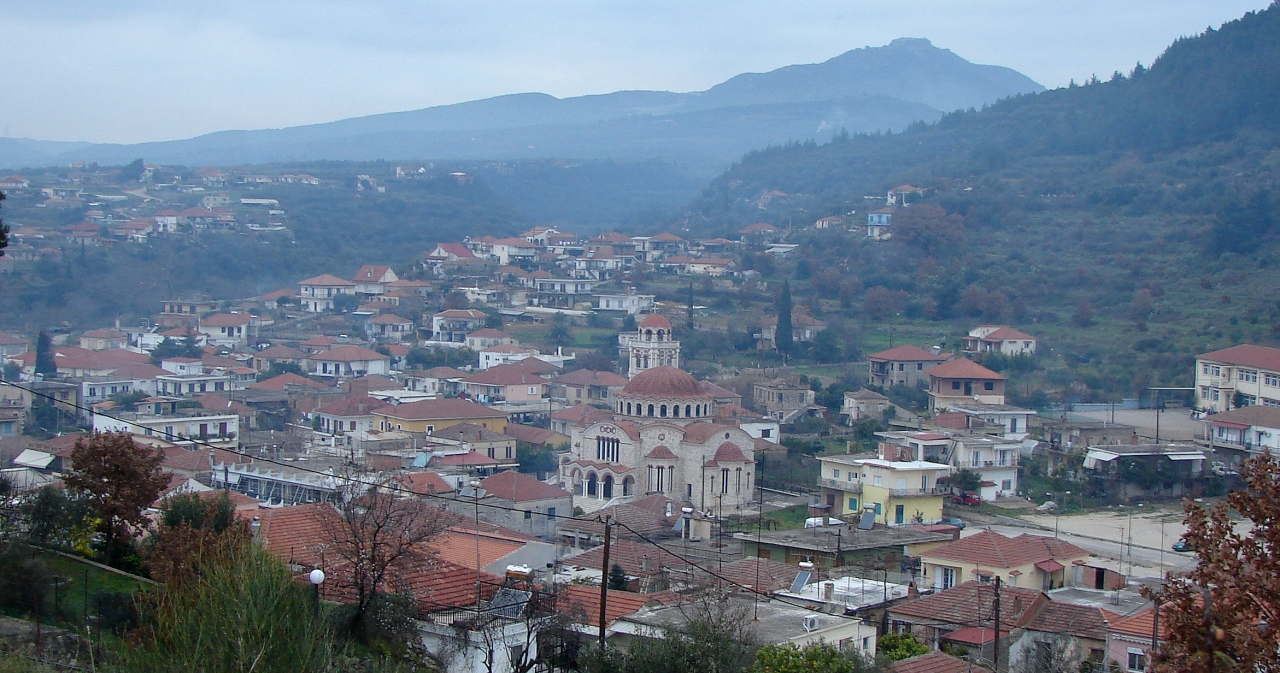
Paravola.

- Agrinio
- Angelokastro
- Arakinthos
- Makrineia
- Neapoli
- Panaitolikó
- Parakampilia
- Parávola
- Estratos
- Thestieis

### Unitat municipal d'Agrínion
La unitat municipal d'Agrínion (anterior municipi) es compon de les següents comunitats:
- Agios Konstantinos
- Agios Nikolaos Triconidos
- La ciutat d'Agrinio
- Dokimi
- Kalyvia
- Kamaroula
- Skoutesiada

La ciutat d'Agrinio es compon de la ciutat principal i els pobles confrontants d'Agios Ioannis Riganas, Akropotamos, Bouzi, Giannouzi, Diamanteika, Eleftheria, Lefka, Liagkaika, Pyrgi, Schinos i Strongylaika.

## Població històrica

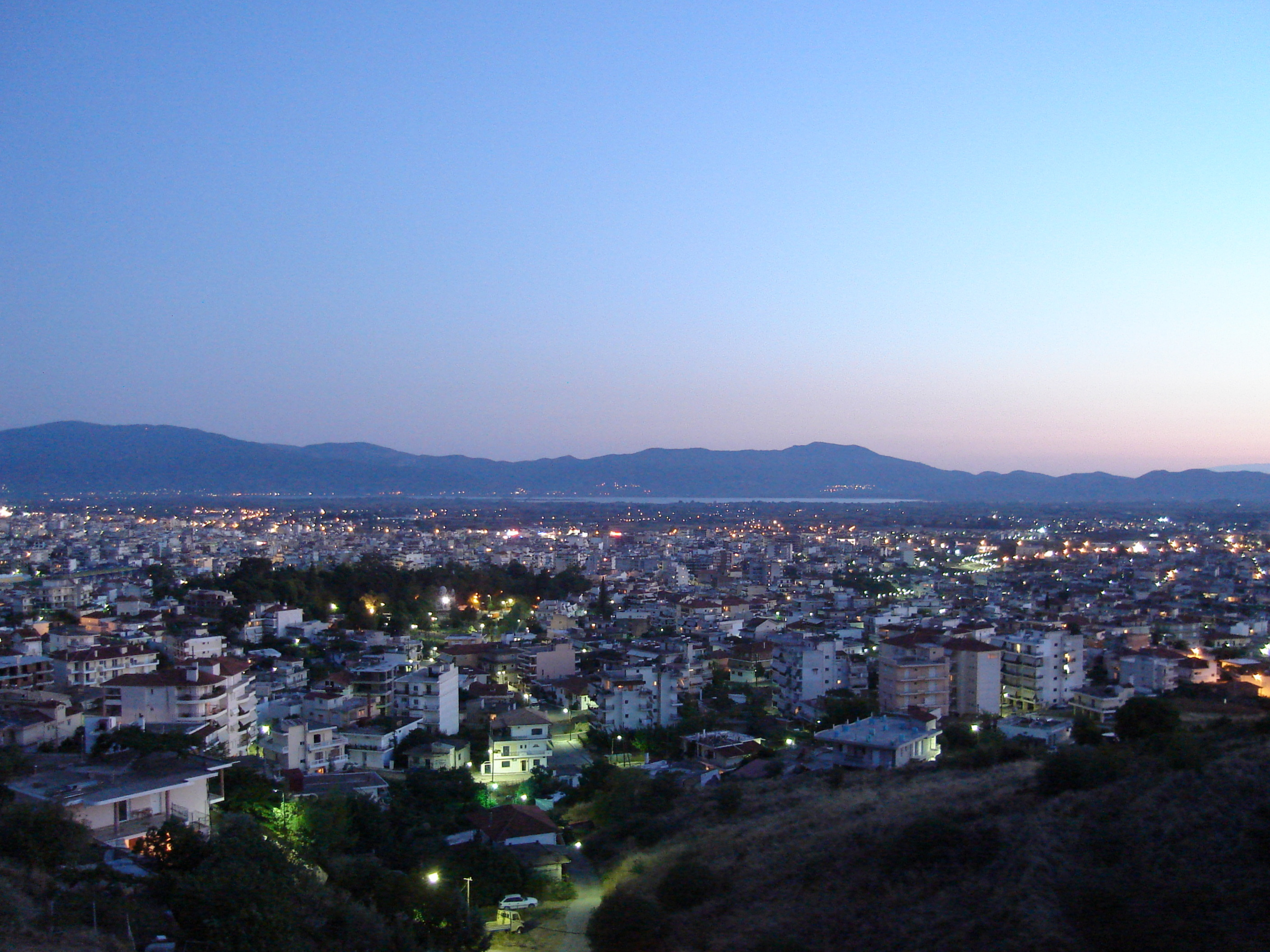
Vista aèria d'Agrínion

| Any  | Ciutat | Municipalitat |
| ---- | ------ | ------------- |
| 1981 | 35.773 | 45.087        |
| 1991 | 39.638 | 52.081        |
| 2001 | 42.390 | 54.523        |

## Llocs d'interès

### Jaciments arqueològics

#### Ciutat d'Estratos
La ciutat antiga d'Estratos està situada a Acarnània, a l'oest del riu Aqueloo. Va ser capital d'Acarnània i va ser descrita per Tucídides com la "gran ciutat d'Acarnània", així com Polibi fa esment a la vall d'Acarnània com la vall d'Estratos. La ciutat està envoltada d'una ciutat que protegia quatre pujols alts i tres valls.
La zona va estar habitada des del període minoic. La ciutat d'Estratos va florir durant el segle v aC. En el 429 aC, la ciutat va ser conquistada pels espartans, recuperada pels mateixos en el 391 aC., pels macedonis en el 263 aC, pels etolis i, finalment, pels romans en el 188 aC. Durant el domini romà, la ciutat va perdre importància per la fundació de Nicòpolis. És un dels jaciments arqueològics més importants de la unitat perifèrica d'Etòlia-Acarnània.

##### Temple de Zeus Estrati
Zeus estratio era el déu protector d'Estratos. El temple va ser construït a l'oest de la ciutat, a la part alta d'un pujol fortificat. Es va construir entre el 338 i el 314 aC. Es tractava d'un temple de sis columnes dòriques, una mica més gros que el temple atenès d'Hefest. Actualment es conserven les parts del nord i l'est del monument.

##### Teatre antic

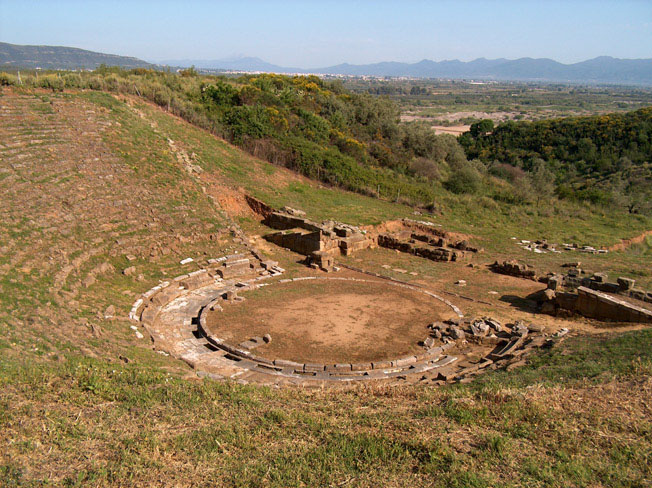
El teatre antic.

El teatre antic està situat prop del mercat antic en un pujol poc pronunciat i amb vista al riu Aqueloo. Va ser construït en el s. IV aC i està fet de pedra calcària i sorra. Encara es conserven parts dels seients, així com parts de la plataforma i dels bastidors. És el teatre antic més gran d'Etòlia-Acarnània. Va ser localitzat en 1805 per W. Leake encara que les excavacions no van començar fins a 1990 de la mà de L. Kolona.

#### Agia Triada de Mavrikas
El temple d'Agia (Aigua) Triada de Mavrikas es va construir al segle ix prop del llac Lisimaquea. Actualment, el temple està pacialmente enfonsat en el llac a causa de les modificacions de la terra. La Universitat de Ioannina està portant l'excavació i drenatge del temple per a la conservació del monument.

#### Fortalesa de Vlochos
La fortalesa de Vlochos està situada en la municipalitat de Thestia, a 688 msnm. Està construïda a la part alta del pujol homònim, en la cara occidental de la muntanya Panaitoliko, on estava la ciutat antiga de Thestia, com mostren les restes de muralles del període hel·lenístic que encara es conserven. La ciutat portava el nom del mític rei Thestios. Les muralles protegien la ciutat pel sud i l'est de l'acròpoli.
La fortalesa de Vlochos va ser construïda pels romans d'Orient i cedida posteriorment a Filip de Tàrent el 1294. Va ser ocupada pels turcs en 1450 i abandonada més tard. A principis del segle xx, G. Sotiriadis, professor de la Universitat d'Atenes, va dur a terme nombroses excavacions en la fortalesa, així com en altres punts de la municipalitat d'Agrínion.
Just sota l'acròpoli de Thestia es troba el monestir de Vlochos, dedicat a l'Assumpció (Koimisis tis Theotokou). En el monestir hi ha nombrosos edificis antics i relativament recents, entre els quals destaca el temple de María Asunción, construït al segle xviii. Es tracta d'una petita basílica són una teulada de fusta llaurat i amb nombroses icones.
El monestir va ser fundat en algun moment entre el final del segle xii i principis del XIII. Segons un document de 1563, el monestir va ser reconstruït a mitjans d'aquest mateix segle. Quan el monestir es va destruir sota ordres del rei Otó, totes les seves relíquies es van portar al monestir de Proussa. Actualment, solament es conserven unes poques d'aquestes relíquies, entre les quals figuren un evangeli i un segell del monestir.

#### Voukatio

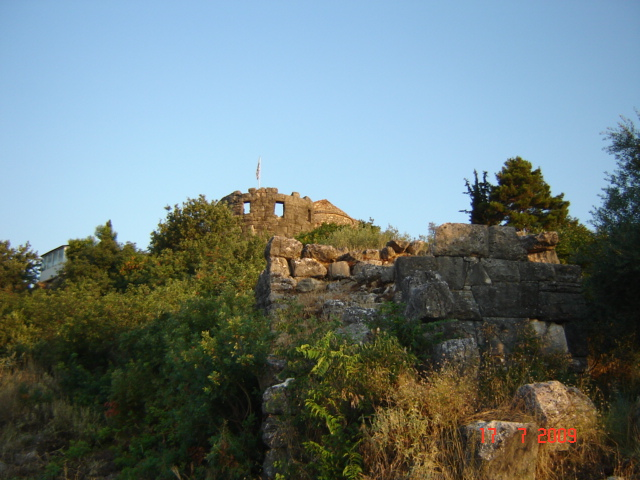
Les ruïnes de Voukatio.

Al nord del llac Triconida es troben les restes d'aquesta fortalesa situada a la part alta d'un pujol prop d'un cementiri i l'església romana d'Orient de María de la Fortalesa. Aquesta fortalesa es coneix com a "Voukatio". Les muralles van ser construïdes al segle iv aC, mentre que una torre semicircular i altres quadrades van ser construïdes durant el domini romà d'Orient. El que avui roman són les muralles de l'acròpoli i parts de la ciutat antiga.

#### Mesquita de Megali Chora
La mesquita de Megali Chora està situada al poble de Megali Chora i és una mostra de la presència turca a la zona. la mesquita està en ruïnes i solament el seu minaret es conserva en bon estat.

### Museus

#### Museu Arqueològic d'Agrínion

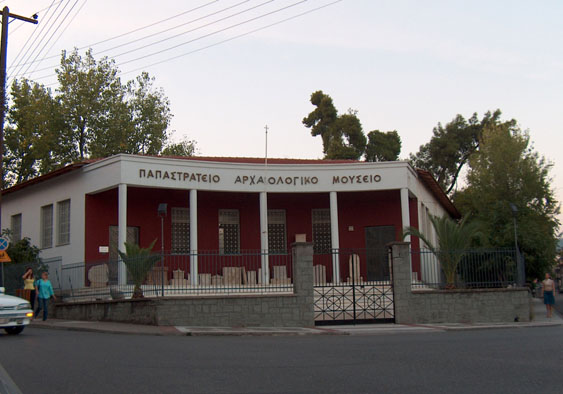
El Museu Arqueològic Papastreio.

El Museu Arqueològic d'Agrínion es va fundar el 1969 amb els diners dels germans Papastratos. Està situat al sud-oest del parc municipal i conté peces de tots els jaciments arqueològics de la unitat perifèrica. Els objectes exposats abasten des del Neolític fins a l'Imperi Romà.
Al pati del museu hi ha nombroses tombes de pedra, així com dues estàtues de dones romanes del segle II. A la primera sala poden veure's ceràmiques de Sàuria (actualment Palaiomanina), gots dels segles iii i iv i nombrosos objectes del Neolític, entre els quals hi ha joieria, pedres semiprecioses i ornaments. Un dels atractius del museu són les tombes micèniques de l'antiga ciutat de Itòria. A més, poden veure's àmfores d'Arsinoe (actual Angelokastro).
Un altre punt interessant de l'exposició és la inscripció d'Athinodos en la paret esquerra de la primera sala, situada entre dues estàtues hel·lenístiques d'Afrodita. Una de les parts més interessants de l'exposició són un trípode de coure molt bé conservat i la tomba de Critolao amb els seus ornaments, entre els quals figura Hèrcules matant unes serps. Aquest últim data del segle II. També hi ha dues tombes del segle vii de Naupacte.
A la segona sala del museu s'exposen quantitat d'objectes fets d'argila, figurines, dues hídries i nombrosos objectes de coure del període micènic: destrals, llances, miralls, ganxos, etc. En la paret estan els busts de Melèagre, Afrodita, Eros, Hèracles i altres personatges. En aquesta mateixa sala es troba la porta de marbre de la tomba macedónica de Calidó.

#### Museu del Folklore d'Agrínion
El Museu del Folklore d'Agrínion va ser fundar el 1977 per l'Associació de Dones Pan-Etoliacarnànies. La seva col·lecció inclou més d'1.500 objectes d'Etòlia-Acarnània i d'altres parts de Grècia, que van des de 1821 i 1920.

### Llacs

#### Llac Triconida

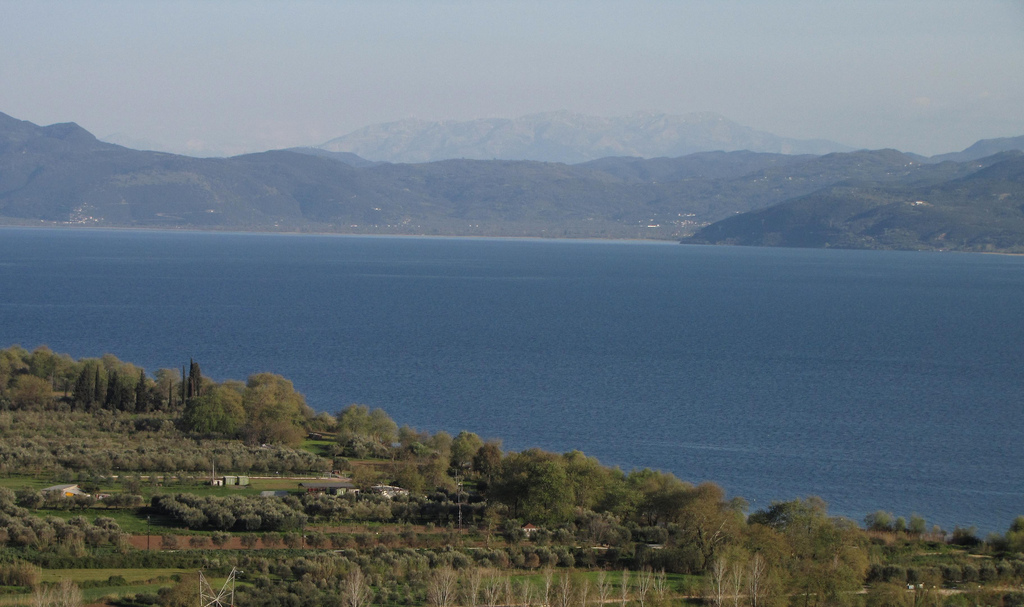
El llac Triconida.

El llac Triconida es va formar fa 15-20 milions d'anys. Antigament, el llac Triconida va ser part d'un extens llac que cobria tota la vall d'Agrínion. A més, és el llac més gran de Grècia (Vegeu la categoria Llacs de Grècia).
Segons la tradició, en el llac va haver-hi una ciutat que es va enfonsar. Aquesta ciutat tenia tres grans cons que donen nom al llac (Tri - tres; i choni - con). Segons una altra teoria (més acceptada), el nom prové de "Trichonio", una antiga ciutat situada a la vora del llac, prop de Gavalous.
El llac Triconida cobreix una àrea de 96,5 km², té un perímetre de 51 km i 57 metres de profunditat. A l'est hi ha unes muntanyes, mentre que la resta de les ribes del llac són planes, semblades a les del mar. Al voltant del llac hi ha 5 municipalitats i 24 pobles.

#### Llac Lisimaquea

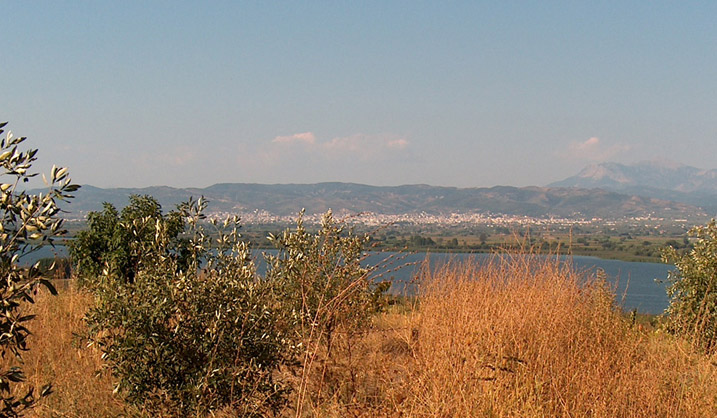
El llac Lisimaquea amb Agrínion al fons.

El llac de Lisimaquea cobreix una àrea de 13,2 km², té un ample màxim de 17 quilòmetres i una profunditat màxima de 9 metres. El riu Ermitsa desemboca en el llac, així com les aigües del llac van a parar a la conca del riu Aqueloo. Durant l'hivern és llar de moltes aus migratòries com Fulica atra i Anas platyrhynchos. A més, el llac té una gran varietat de peixos i animals aquàtics, entre els quals es troba la rara llúdria europea.

### Preses

#### Presa de Kremaston

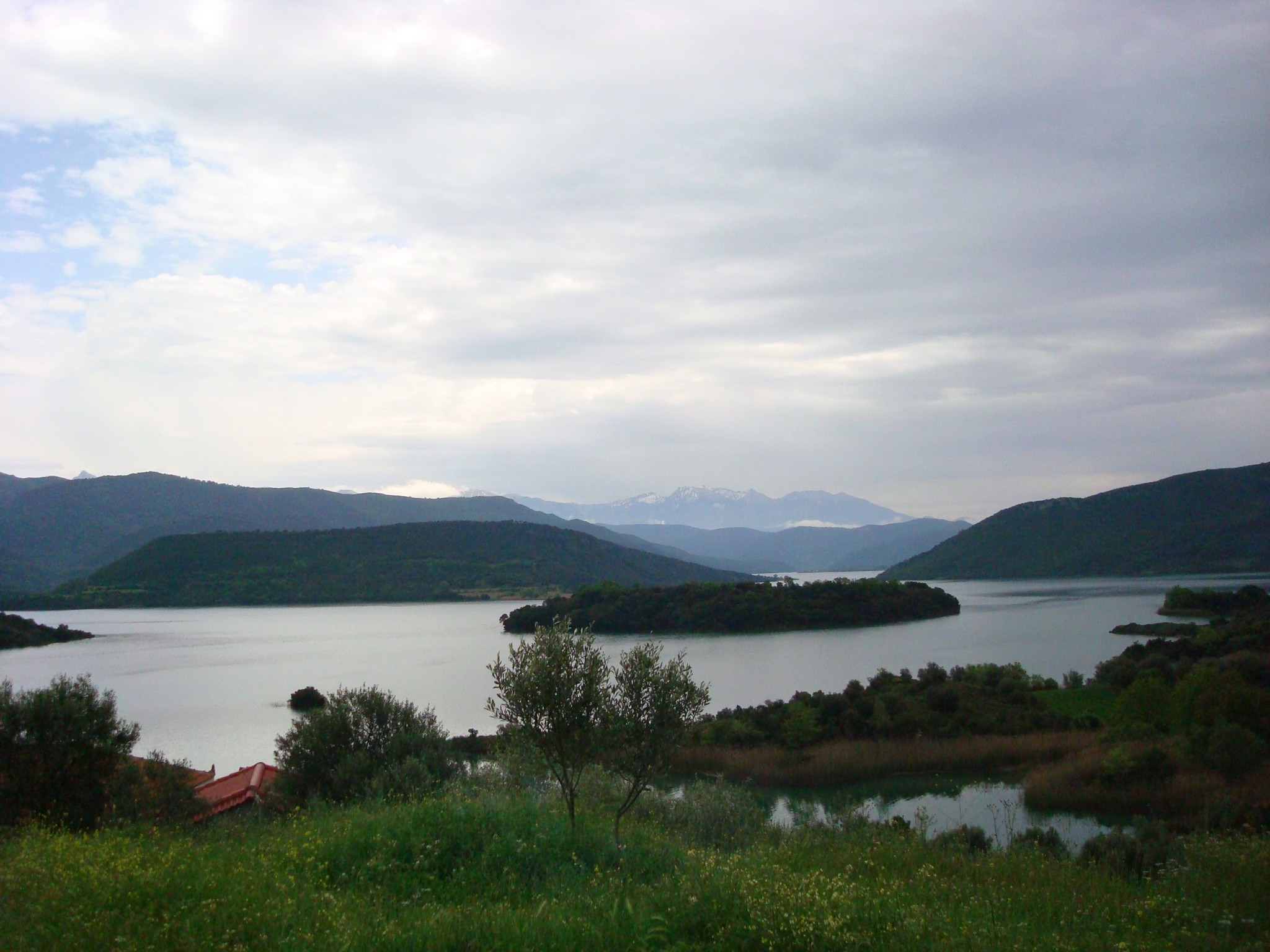
El llac de Kastraki.

La presa de Kremaston es va començar a construir el 1962 i es va completar el 1966, quan l'estació hidroelèctrica es va fundar. La construcció va ser duta a terme per una empresa nord-americana. És una de les preses fetes de terra més grans d'Europa. La presa compta amb una capacitat màxima de 8.130.000 m³ i mesura 160 metres d'alt. A la base de la presa es troba l'estació hidroelèctrica de Kremaston. En ella, l'aigua és canalitzada per quatre tubs amb capacitat per generar 109MW. L'estació és inspeccionada regularment.

#### Presa de Stratos
La presa hidroelèctrica de Stratos va ser construïda el 1989 i va formar el llac artificial de Stratos, el quart llac del riu Aqueloo.

#### Presa de Kastraki
La presa hidroelèctrica de Kastrati va ser construïda el 1969. És la segona presa del riu Aqueloo. Mesura 95 metres d'alt per 530 d'ample. Aquesta presa forma el llac artificial de Kastraki.

### Edificis històrics

#### Fàbriques de tabac

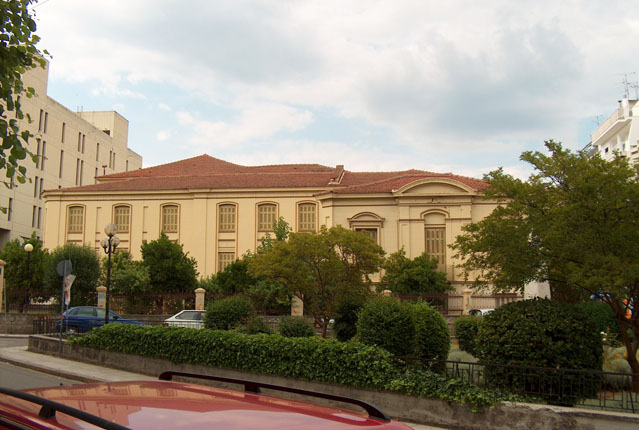
Les fàbriques de tabac.

Les fàbriques de tabac d'Agrínion es van dissenyar de manera que es tingués llum a l'hora de la manufacturació del producte en la segona planta i ombra en els magatzems de la planta baixa. Les fulles de tabac encara sense processar es deixaven en caixes de fusta en la primera planta, on hi havia la llum suficient com per evitar que es podrissin. A les parets de la primera planta hi havia finestres rou grans per permetre l'entrada d'aire i alhora prou petites per eliminar la llum. El tabac es processava en la segona planta, on hi havia grans finestres que deixaven passar la llum.
L'interior de les fàbriques de tabac constava d'una única gran sala amb teulades de fusta. Aquests edificis tan sols tenen una entrada relativament petita.

#### Mansió de Xynopoulos
La mansió de Xynopoulos és propietat de la DEI. És un dels pocs edificis neoclàssics d'Agrínion que havent estat restaurat conserva la seva forma original. Es va construir el 1902 a la Meseta Panagopoulou.

#### Mercat Municipal de Agrínion
El Mercat Municipal d'Agrínion es va construir el 1930 sota el mandat d'Anderas Panagopoulos i supervisat per Vasileios Kouremenos, un conegut mecànic i arquitecte per aquella època. El 3 de juliol de 2008 es va manejar la possibilitat de renovar-ho i convertir-ho en un centre cultural. Actualment, aquesta renovació s'està duent a terme.

### Altres

#### Parc Municipal de Agrínion
El Parc Municipal d'Agrinio cobreix una àrea de 54 hectàrees. El parc va ser fundat en 1926, quan la família Papastratos va comprar el terreny el 1919. La família Papastratos va ser transformant gradualment el terreny al parc que és avui. Actualment, l'ajuntament d'Agrínion pretén ampliar-ho. Segons un estudi científic, en l'ampliació del parc haurien de plantar-se arbres i flors de la regió per preservar la vegetació de la zona. L'ampliació seria de 12 hectàrees, entre les quals caldria afegir zones recreatives, jardins i camins. A més, es plantarà un jardí amb plantes tabaqueres (símbol de la regió, ja que van ser conreades durant molt temps en Agrínion) per la seva importància en la història de la ciutat.

#### Congost de Kleisoura

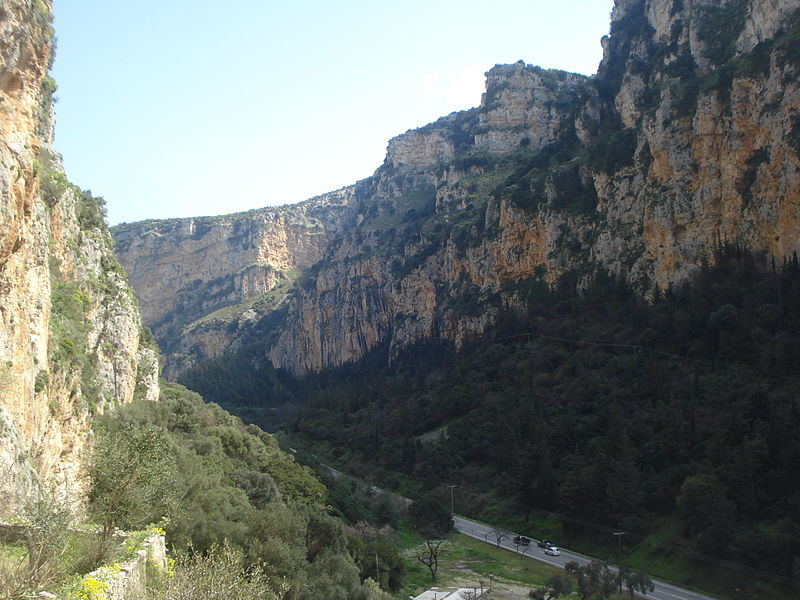
Congost de Kleisoura.

El congost de Kleistura està situat a 15 quilòmetres d'Agrínion. La carretera nacional Antírrio-Agrínion passa per ella. A l'entrada del congost hi ha un párking amb un peculiar kiosk de fusta envoltat de pins. Les gola té una profunditat màxima de 150m. El congost de Kleisoura és un bon lloc per escalar, especialment a la primavera i tardor i no gaire recomanat en els períodes de pluges o els dies d'estiu molt calorosos.
La capella de Panagiá Eleousa està excavada dins de les roques de la gola. Un vegada a l'any, se celebra el "Zoodochos Pigi", en el qual devots ortodoxos acudeixen a la capella. Una mica més avall poden veure's un monestir i els busts de Kosmas Aitolios i Giannis Gounaris, que van viure en el monestir després de l'alliberament de Grècia del "jou turc".
Entre la fauna i flora del congost es troben els Cercis siliquastrum i els Celtis australis. A més, més enllà de la meitat de la gola poden trobar-se boscos de roures; i és la llar de 12 tipus d'aus rapaces, de les quals 8 nien a la gola.

#### Riu Aqueloos
El riu Aqueloos és el segon riu més llarg de Grècia amb els seus més de 200 quilòmetres. El riu comença a l'Epir, a la muntanya de Peristeri, al sud del Pindos i creua tot la unitat perifèrica, passant per la vall d'Agrínion i arriba fins al golf de Patras. La ribera del riu cobreix 5.572 km², rep d'1.620 mm de precipitacions anuals i té un cabal de 939.160 m3 que dona aigua a 370.000 hectàrees dedicades a l'agricultura.